# Мотовиловкер, Яков Овсеевич
Яков Овсеевич Мотовиловкер (24 октября 1910, Мирополь Новоград-Волынского у. Волынской губ. – 4 января 1991, Ярославль, Россия) – советский теоретик права, доктор юридических наук, профессор.

## Биография
Яков Мотовиловкер в 1929 году окончил среднюю школу в Ровно. С 16 лет зарабатывал репетиторством. Отец Мотовиловкера служил у лесопромышленника. В 1932–1936 гг. заочно учился на юридическом факультет Варшавского университета им. И. Пилсудского, получив диплом и звание магистра юридических наук с правом на защиту докторской диссертации. В 1937-1939 гг. работал секретарем союза ремесленников-евреев г. Ровно. После присоединения Западной Украины к СССР в 1939-1940 гг. – ст. инспектор Ровенского горфинотдела. С марта 1940 по июнь 1941 года состоял членом созданной им Ровенской коллегии адвокатов и заведовал юридической консультацией. С 24 июня 1941 года служил писарем штаба отдельного строительного батальона в Новосибирске. В феврале 1942 года был отозван с военной службы и направлен военкоматом на работу по специальности. В 1943 году его отец, мать и сестра были убиты фашистами.
До 1946 года Яков Мотовиловкер заведовал юридической консультацией и работал юрисконсультом леспромхоза в Кемской области, в 1946-1949 гг. заведовал Кемской центральной юридической консультацией. Был членом президиума Кемской коллегии адвокатов. В 1947 году поступил в заочную аспирантуру Московского юридического института, окончив ее в 1951 году. В 1955-1963 гг. преподавал в кемских вузах историю и экономику. С 1963 года в Барнауле, на заочном  юридическом факультете Томского университета, с 1967 года - профессор кафедры уголовного процесса и криминалистики, с 1969 года - завкафедрой гражданского и уголовного права и процесса. Читал курсы основ законодательства, теории государства и права, гражданского и трудового права, трудового законодательства, уголовного процесса. С  1971 года в Ярославле. Профессор кафедры теории и истории государства и права, в 1974-1986 гг. заведующий кафедрой уголовного права и процесса Ярославского государственного университета, затем работал в должности профессора-консультанта той же кафедры.
Среди его учеников - депутат Госдумы РФ Е.Б. Мизулина.
Сын Евсей (р. 1955) - кандидат юридических наук, работает в ЯрГУ им. П.Г. Демидова.

## Научная деятельность
Научные интересы Мотовиловкера были связаны главным образом с изучением теории и практики уголовного процесса. В аспирантуре занимался анализом уголовно-процессуального законодательства Польши. В 1951 году в совете Московского юридического института защитил кандидатскую диссертацию «Обжалование и пересмотр приговоров в уголовном процессе народно-демократической Польши». В его переводе была издана монография польского юриста С. Калиновского «Чрезвычайная ревизия в польском уголовном процессе» (М., 1959). В дальнейшем перешел к изучению теории советского уголовного процесса. В 1967 году в совете МГУ защитил докторскую диссертацию «Теоретические проблемы совершенствования уголовно-процессуального законодательства СССР».  
«Находясь в условиях крайне политизированной науки советского периода, Яков Овсеевич сумел сохранить для себя иную рамку неполитизированной юриспруденции. Только настоящий ученый мог позволить себе в тот период обсуждать уголовно-процессуальную сферу как сферу, в которой живет, прежде всего, невиновный человек, а не партия, класс или государство. Для него важнее были философские, логические, гносеологические аспекты уголовно-процессуальной деятельности. Якова Овсеевича можно считать представителем либерально-философского течения в юриспруденции» (Р.Н. Ласточкина).

## Награды
Медаль «За доблестный труд в Великой Отечественной войне 1941-1945 гг.» (1946).

## Труды
- Угол.-процес. законодательство нар.-дем. Польши // Сов. государство и право. 1952. №7
- Показания и объяснения обвиняемого как средство защиты в советском уголовном процессе.  - М., 1956
- Очерк развития угол.-процес. законодательства ПНР // Чрезвычайная ревизия в пол. угол. процессе. - М., 1959
- Некоторые вопросы теории советского уголовного процесса в свете нового уголовно-процессуального законодательства. - Кемерово, 1962
- Вопросы дальнейшего совершенствования уголовного процессуального законодательства. - Томск, 1966
- Вопросы теории уголовного процесса Польской Народной Республики (в освещении польский процессуалистов). - Томск, 1970
- Вопр. теории сов. угол. процесса. - Томск, 1971
- Основание прекращения уголовного дела по реабилитирующим лицо мотивам // Сов. государство и право. 1972. № 9
- Мотивировка судом правильности применения закона // Правоведение. 1984. №3
- О предмете и движущей силе угол. процесса // Правоведение. 1987. №6
- Основные угол.-процес. функции. - Ярославль, 1976
- Основной вопрос уголовного дела и его компоненты. Вопросы факта и права. - Воронеж, ВГУ, 1984